# Julien Drèze
Pour les articles homonymes, voir Drèze.
Mathieu Julien Drèze , né à Dalhem, le 15 octobre 1867 et mort à Warsage le 24 janvier 1928 est un homme politique belge francophone libéral.
Docteur en droit, avocat, conseiller communal libéral, puis échevin de Warsage, conseiller provincial de la province de Liège (1893-1919), député de Liège (1919-1921), il est choisi comme délégué de Liège à l'Assemblée wallonne (1912-1914, 1919-1923). Il est aussi membre de la Ligue internationale du Droit des Peuples et du Comité d'Action wallonne de l'arrondissement de Verviers (1914).

## Sources
- Notice biographique